# 平公 (周)
平公（へいこう）は、周の2代国君。名は君陳。周公旦の次男。長兄は伯禽で魯に封じられた。周の成王によって周公に任じられ、周公旦の王室を補佐する役割を継承した。